# Frankfurter Weinkönigin

Frankfurt am Main

Die Frankfurter Weinkönigin repräsentiert den Frankfurter Wein, den Riesling und den Weinbau der Stadt Frankfurt am Main bei Veranstaltungen, die der Frankfurter Weinwerbung dienen. Auch wenn dies nicht sehr bekannt ist, verfügt die Stadt über ein eigenes, bereits über 200 Jahre altes Weingut in Hochheim, das den bekannten Riesling Frankfurter Lohrberger Hang herstellt.
Mit der 1,3 Hektar großen Rebfläche und dem östlichsten Ausläufer des Rheingaus, dem „Lohrberger Hang“ in Seckbach, zählt Frankfurt zu einer der wenigen Städte Deutschlands mit eigenem Weinberg innerhalb ihrer Grenzen. Nach der Ausrufung der neuen Frankfurt-Rheingau-Rieslingroute im Jahre 2016, wurde im Januar 2017 mit Marilen Maul, Studentin der Rechtswissenschaft die erste offizielle Weinkönigin der Stadt Frankfurt gekürt.

„Die Winzer des Rheingauer Weinbauverbandes und unser Tourismuschef Thomas Feda haben mich überzeugt. Es ist endlich an der Zeit, dass Frankfurt am Main wie andere Weinorte eine Weinkönigin bekommt. Marilen I ist für den Frankfurter Riesling, den heimischen Weinanbau und unseren erfolgreichen Tourismus eine kompetente Botschafterin.“

Der ersten Frankfurter Weinkönigin Marilen Maul, die 2017 durch die Rheingauer Weinkönigin der Jahre 2016/17 Stephanie Kopietz gekrönt wurde, folgte im Dezember 2018 mit Greta Brodrück, einer aus Bornheim stammenden Studentin der Internationalen Weinwirtschaft, die 2. Weinkönigin der Stadt Frankfurt auf dieses Amt. Im Dezember 2021 folgte ihr dann die gelernte Hotelfachfrau Lena Roie auf den Thron und ist somit die 3. Weinkönigin Frankfurts.

## Bisherige Weinköniginnen
| Jahr      | Königin    | Name           | Herkunft  |
| --------- | ---------- | -------------- | --------- |
| 2017–2018 | Marilen I. | Marilen Maul   |           |
| 2018–2021 | Greta I.   | Greta Brodrück | Bornheim  |
| 2021–     | Lena I.    | Lena Roie      | Frankfurt |